# 天主教崇德英文書院
天主教崇德英文書院（英語：Shung Tak Catholic English College，簡稱英語：、英語：、崇德）是一所位於香港元朗區洪水橋的津貼男女英文中學，校址是新界元朗洪水橋洪德路1號，校舍面積約8,000平方米，與可道中學相鄰並構成連鎖式平禧校舍（全港僅建兩組此類校舍）。該校為該區最早創建的英中，尤其以優良的公開考試成績和英文水平而為區內人認識。該校十分關注學生學業及全人發展，對於英語教育尤為重視。

## 校政管理
歷任校監
- 先生（兼任校長）[2]
- 余遠之神父[3]
- 包俊偉神父

歷任校長
- 鄧瑞嬋博士（Dr. Cecilia Tang）（2018年-2025年 ）
- 龔廣培先生（Mr. Joseph Kung）（2011年-2018年）
- 劉鳳兒女士（Ms. Lucia Lau，2008年-2011年）
- 黃秉坤博士（Dr. Francis Wong，2002年-2008年）
- 潘黃色銀女士（Mrs. Mary Poon，1997年-2002年）
- 李裕禮先生（Mr. Malcom Long，1971年-1997年）
- 關慧賢女士（Ms. Hilda Kwan，1962年-1971年）
- 余遠之神父（1958年-1962年）[3]

## 校訓、願景及使命
- 校訓：ORA ET LABORA「祈禱與勤奮」
- 願景：我們期望所有畢業生，除了在學術表現增值外，更能發展平衡的個性及符合天主教精神的價值系統。
- 使命：我們秉承「祈禱與勤奮」的校訓，鼓勵學生在學習中克盡所能，並以其功業，光榮天主。

天主教崇德英文書院為學生提供優質教育，使他們具備獨立思考能力、敏銳的社會觸覺，在瞬息萬變的社會中擔當積極的角色。崇德雙語並重，五育兼容，務求讓學生能得到全面的教育，使其學有所長，應付社會的需要，以迎接未來的挑戰。

## 歷史
天主教崇德英文書院由1958年創校至今，於元朗區已有67年歷史。崇德初為一所私立中學，後來轉為全日制之津貼中學，現為元朗區提供九百多個學額。1992年9月，崇德由元朗水邊圍邨遷到洪水橋現址附近，環境清幽，崇德校舍亦更形寬敞。其後透過政府「學校改善工程計劃」撥款，以及校友王光榮律師之捐款，崇德得以進行擴建工程，學校的設備和設施，更是日臻完善，為同學提供一個良好舒適的學習環境。
崇德曾在1998年被政府要求轉用母語教學，教學語言及使用教材由英文轉為中文（即是中中）。但當年崇德提出上訴，最後上訴得直，可採用英文授課。
值得一提的是，崇德現時校址指定作遷校之用，而位於九龍城的基督書院曾獲分配此校舍，但最終放棄。及後，校舍改批予天主教香港教區，而該校則改遷沙田博康邨。此外，崇德舊校舍在騰空後，教區於舊校舍申辦特殊學校，並於三年後成立元朗天主教中學。

### 公開考試成績
天主教崇德英文書院十分注重學生之學業成績，致力為學生提供優良的學習環境和優質課程。歷年來，崇德學生在公開考試中的成績均非常卓越，各科的合格率及優良率皆遠高於全港考生的平均表現。
崇德學生於首屆文憑試的成績優異，老師們汲取去年經驗，不斷完善教學策略，故學生在今年舉辦的第二屆文憑試中再創佳績。2013年共有90%同學考獲符合升讀資助大學學位的資格，超過六成的同學「最佳五科成績」高於20分。2013年有機會接受專上教育的畢業生多達99%，能升讀學士學位課程的同學也達63%，成績令人鼓舞。

### 香港中學會考狀元
天主教崇德英文書院是於歷屆的香港中學會考曾出產「10A狀元」的37間學校之一，共有1位。
2006年：10A狀元：簡敏芝 

## 班級結構
在新學制下，中一至中六各設四班（J、L、M、P班）。每年均有來自不同國家的中學生到校交流一年，大多分佈在中五。2013-2014年度的交流生來自奧地利，就讀中五；2014-2015年度的交流生來自德國，就讀中五；2015-2016年度的交流生來自意大利，就讀中四。

## 課程編排
由崇德資深教師組成的新高中課程委員會，早於新高中學制落實前便開始制定課程的方向及計劃。除核心科目外，崇德亦提供十二個選修科目給同學選擇。

### 初中及高中課程的銜接
為確保師生在施行新高中課程時有充足的準備，崇德在初中階段便推行多元化的課程，如於初中設通識科，培養同學多角度思考的能力，準備新高中課程；另外，英文科亦引入英語語言藝術，培養學生的創意思維。「學習提升小組」更為初中同學安排各類記憶學習班及批判思考課程，加強學生獨立學習的能力。崇德亦開設基本商業科、科技與生活科，讓學生建立穩固的學科基礎，汲取廣泛而實用的知識，達致全人發展及終身學習的目標。

### 多元化課程
天主教崇德英文書院高中課程多元化，除了必修科及選修科外，學生亦可報讀「應用學習課程」，讓學生有更多的選擇。

### 配套設施
為配合新高中課程的推行，天主教崇德英文書院正不斷改善學校的教學設施，如增設多用途學習室、遠程教學室、演講廳等，為大型的教學活動提供設備完善的場地。

### 課程架構

#### 中一及中二
| 主要科目   | 次要科目 | 興趣科目      |
| ---------- | -------- | ------------- |
| 中國語文   | 中國歷史 | 普通電腦科    |
| 英國語文   | 地理     | 倫理∕宗教教育 |
| 數學       | 歷史     | 科技與生活    |
| 生活與社會 | 綜合科學 | 普通話        |
|            |          | 視覺藝術      |
|            |          | 音樂          |
|            |          | 體育          |

#### 中三
| 主要科目 | 次要科目 | 興趣科目      |
| -------- | -------- | ------------- |
| 中國語文 | 中國歷史 | 普通電腦科    |
| 英國語文 | 地理     | 體育          |
| 數學     | 歷史     | 倫理∕宗教教育 |
| 通識教育 | 化學     | 普通話        |
|          | 物理     | 視覺藝術      |
|          | 生物     | 音樂          |
|          |          | 基本商業      |

#### 中四至中六
| 必修科目 | 選修科目                                       | 興趣科目      |
| -------- | ---------------------------------------------- | ------------- |
| 中國語文 | 中國歷史                                       | 體育          |
| 英國語文 | 地理                                           | 倫理∕宗教教育 |
| 數學     | 歷史                                           | 其他學習經歷  |
| 通識教育 | 資訊與通訊科技                                 |               |
|          | 物理                                           |               |
|          | 生物                                           |               |
|          | 化學                                           |               |
|          | 倫理與宗教                                     |               |
|          | 視覺藝術                                       |               |
|          | 中國文學                                       |               |
|          | 數學選修單元1（微積分與統計）* 選修該科將入J班 |               |
|          | 數學選修單元2（代數與微積分）* 選修該科將入L班 |               |
|          | 經濟                                           |               |
|          | 企業、會計及財務概論                           |               |

## 課外活動
該校學生多踴躍參加校際朗誦節、音樂節，獲獎無數。該校亦多次為學生組團前往澳洲、紐西蘭、英國、加拿大等地交流學習，同時每年亦接待來自歐洲國家的學生，藉此促進學術交流。另外推行崇德人自我發展計劃，也給予學生機會發展多元智能。
該校學生會統籌校內32個學會及四社，每年舉辦多元化的課外活動及聯課/校活動，如中文週、數學比賽、音樂比賽、美術展覽、球類比賽等，使學生身心能有均衡的發展。

### 學會/組織
| 學會／組織               | 學會／組織       | 學會／組織   | 學會／組織   |
| ------------------------ | ---------------- | ------------ | ------------ |
| 美術學會                 | Avid Reader Club | 生物學會     | 棋社         |
| 企業、會計與財務概論學會 | 天主教同學會     | 化學學會     | 中文演辯學會 |
| 中史學會                 | 中文學會         | 韓國文化學會 | Campus TV    |
| 時事學會                 | 舞蹈學會         | 戲劇學會     | 經濟學會     |
| 英文學會                 | 地理學會         | 歷史學會     | 電影欣賞學會 |
| 日本文化學會             | 圖書館學會       | 創藝坊       | 數學學會     |
| 音樂學會                 | 攝影學會         | 物理學會     | 普通話學會   |
| 社會服務學會             | 運動學會         |              |              |

現已停辦的學會：English Speaking League、電腦學會、心理學會

### 社
天主教崇德英文書院分為紅、藍、黃、綠四社。
含義：
- 綠社：St. Patrick
- 黃社：St. Peter
- 紅社：St. James
- 藍社：St. John

### 「崇德人自我發展計劃」
「崇德人自我發展計劃」主要針對中一至中三的學生，使他們能於體育、音樂、舞蹈、戲劇及制服團隊等方面發展所長。
崇德人自我發展計劃包括項目：
| 範疇     | 活動內容                                           |
| -------- | -------------------------------------------------- |
| 音樂     | 中樂團、步操管樂團、管弦樂團、中西樂器訓練班       |
| 體育     | 羽毛球班、籃球班、排球班、足球班、乒乓球班、網球班 |
| 舞蹈     | Hip Hop、中國舞                                    |
| 戲劇     | 戲劇培訓班、ARC DRAMA                              |
| 制服團隊 | 童軍、聖約翰救傷隊崇德混合見習支隊                 |

### 其他學習經歷
除了鞏固學生的學科基礎，天主教崇德英文書院亦相當重視學生的其他學習經歷，於逢星期五下午安排一節「其他學習經歷」課，讓學生透過各類興趣班及多元化活動，如種植班、3D Printing班、書法班、手作班、咖啡拉花班、韓文班、日文班、法文班、結他班、職業講座、社會服務、作曲班、舞蹈班等，在三年高中階段有一個全面而均衡的發展，擴闊同學們的視野，提升自學能力。

## 家長教師會及校友會

### 家長教師會
家長教師會乃學校與家長之間的重要橋樑，一直擔當著不可或缺的角色。家長教師會除了每月舉行一次定期會議外，亦因應各位家長的興趣和需要，不時舉辦不同主題的講座、親子同樂日、親子工作坊等，以增進家長與子女間的感情。此外，家長教師會亦會贊助校方舉辦不同類型的活動，讓同學有多元化的發展。
多年來，崇德得到家長義工團隊的鼎力支持，協助帶領同學出外比賽、參與各類型活動的表演、設計攤位遊戲等等，不但可維繫及促進親子關係，同時亦體現了家校合作的精神。

### 校友會
校友會自1965年成立至今，已有50年光景，崇德校友對母校有著強烈的歸屬感，對崇德的學弟、學妹們更是眷顧愛護，各屆校友不遺餘力捐款支持擴建校舍。當中校友王光榮先生，為了鼓勵學弟學妹取得優異的學業成績，更向在2006年中學會考奪得十優佳績的簡敏之同學，頒發十萬元獎學金，以鼓勵同學爭取佳績。

## 相關事件
- 2014年11月28日，天主教崇德英文書院龔廣培校長發表聲明，批評該校一名舊生在網上散播批評警察執法的言論，又讚揚香港警隊是世界上最優良的警隊之一，為維持香港秩序盡心盡力，其付出值得敬重。[7]此事引起該校十多位舊生不滿，認為校長表達自己對佔中的意見，不應以「學校」的身份發表。
- 2014年12月16日，天主教崇德英文書院內有學生掛「我要真普選」直幡，校方事後翻查閉路電視片段捉拿有關學生，並將記過。再度引起該校幾名舊生不滿。《明報》指有關學生本身同時為學民思潮地區行動組及新界西聯校政改關注組成員，他對學校利用閉路電視追查事件感到失望。[8]
- 2018年3月14日上午，天主教崇德英文書院內有一名29歲英文科男教師進入女洗手間內偷拍女學生如廁。該名男教師當場被截獲，辯稱自己在玩「捉迷藏」，但在當日下午向校方請辭。因事態嚴重，校方當晚報警，其後警方在元朗區拘捕該名男教師，涉嫌不誠實取用電腦，其後獲准保釋，5月上旬再向警方報到。[9]
- 2023年9月27日， 一名中三男學生上普通話堂時做功課，被女老師阻止，學生情緒失控揮拳，女老師眼睛受傷送院。校方就事件已報警，警方以涉嫌普通襲擊罪拘捕該名男學生。[10]

## 香港傑出學生選舉
直至2018年（第33屆），天主教崇德英文書院在香港傑出學生選舉共出產2名傑出學生。

## 著名/傑出校友
政界及公共事業界
- 梁天琦：前本土民主前線發言人[11]
- 黃偉賢：元朗區議會主席、民主黨成員，區議員、前立法局議員 (新界西)
- 馮兆元，SBS：前警務處副處長 (1969年)[12]
- 林新強：立法會議員（法律界）
- 黃秀培：前香港海關副關長 (1969年)[12]
- 陳遠華：民眾安全服務隊高級助理處長 (1973年)[12]
- 柴文瀚：民主黨成員，南區華富二區議員 (1996年)
- 葉倩菁：財經事務及庫務局局長政務助理
- 余冠威：公民黨創黨執行委員，前香港專上學生聯會常委會主席 (2000年)
- 張錦輝：前知識產權署署長
- 黃君盛：2014年度行政長官公共服務獎狀得主
- 黃程鋒：2018年度香港大學學生會會長
- 潘智鍵：前屯門區議員、前屯門社區網絡主席
- 梁家永：前香港電台節目主持及電台部中文台台長[13]（1964年中一至1967年中三）

演藝及文化界
- 趙雅芝：香港著名藝人 (1971年)[12]
- 鄧瑞霞：香港女歌手
- 林旭華：著名電台主持 (1968年)[12]
- 吳嘉儀：香港無綫電視女藝人
- 梁文尊：香港青年鋼琴家
- 鄧婉媚：已故著名電視監製
- 曾建怡：香港女演員
- 藍可盈：前無綫電視新聞從業員
- 楊子衡：香港作曲家及作詞家協會行政總裁
- 程振鵬：香港電台第二台節目主持
- 岸　西：著名電影以及電視編劇和電影導演
- 何紫慧：香港女歌手
- 倪安慈：香港女藝人 (2016年中六)[14]
- 楊子衡：香港作曲家及作詞家協會行政總裁 (1977年)[12]

工商及教育界
- 戴耀華：元朗合益有限公司董事總經理及區議員 (1976年)[12]
- 莊冠生：永義集團及附屬公司獨立非執行董事
- 潘志明：中原地產工商舖董事總經理
- 任俊彥：九龍樂善堂常務總理
- 徐港生：前順德聯誼總會鄭裕彤中學校長 (1970年)[12]
- 梁振威：前香港教育學院中文系講師 (1971年)[12]
- 陳錦榮：香港浸會大學人文及創作系講座教授兼系主任 (1972年)[12]
- 黃淑儀：前德蘭中學校長 (1972年)[12]
- 許仲佳：著名狂熱香港足球代表隊球迷之一
- 鄭學來：前香港甲一組球員並在1988年籃球聯賽套得冠軍、前崇德飛鷹藍球隊教練（2004-2023）。

## 外部連結
- 天主教崇德英文書院 （页面存档备份，存于）
- 天主教崇德英文書院地圖

22°26′02″N 113°59′56″E / 22.4338°N 113.99884°E